# The Rebirth of the Middle Ages
The Rebirth of the Middle Ages — дебютный мини-альбом монегасской блэк-метал-группы Godkiller, выпущенный в 1996 году на лейбле Wounded Love Records.

## Критика
Генри Эйкли из Chronicles of Chaos пишет: «Музыка, которую создает Дюк, оказывается довольно приятной: хороший, простой блэк-метал, плавно идущий, имеет несколько отличных риффов и достаточно плотный, хорошо сбалансированный звук. Риффы определенно выделяют Godkiller: вместо того, чтобы бесконечно повторять одну и ту же ультра-простую комбинацию нот в неизменном ритме, Дюк берет базовый блэк-металлический рифф, а затем искусно изгибает его, используя вариации, которые значительно повышают привлекательность музыки».

## Список композиций
| №                   | Название                                     | Длительность |
| ------------------- | -------------------------------------------- | ------------ |
| 1.                  | «Hymn For The Black Knights»                 | 0:37         |
| 2.                  | «From The Castle In The Fog»                 | 4:14         |
| 3.                  | «Path To The Unholy Frozen Empire»           | 6:48         |
| 4.                  | «Blood On My Swordblade»                     | 4:11         |
| 5.                  | «The Neverending Reign Of The Black Knights» | 4:42         |
| Общая длительность: | Общая длительность:                          | 20:29        |